# Râul Cogâlnic
Râul Cogâlnic, întâlnit și sub formele Kogîlnic și Cunduc (în rusă Когыльник, în ucraineană Когильник) este un râu care străbate sudul Republicii Moldova și sud-vestul Regiunii Odesa din Ucraina. El izvorăște din Codrii Basarabiei, de lângă Mănăstirea Hâncu din raionul Nisporeni (Republica Moldova), curge pe direcția sud-est, trece apoi pe teritoriul Regiunii Odesa (Ucraina) și se varsă în limanul Sasic din Bugeac, în apropierea orașului Tatarbunar.

## Date geografice
Râul Cogâlnic are o lungime de 243 km (dintre care 125 km pe teritoriul Republicii Moldova și 118 km pe teritoriul Ucrainei ) și o suprafață a bazinului de 3.910 km² (dintre care 1.030 km² pe teritoriul Republicii Moldova și 2.880 km² pe teritoriul Ucrainei). Debitul mediu al râului este de 0,30 m³/s, fiind înregistrat un maxim absolut de 6,47 m³/s (1962) și un minim absolut de 0.0006 m³/s (1964). 
Jumătatea superioară a bazinului său hidrografic se află pe teritoriul Republicii Moldova, iar jumătatea mijlocie și cea inferioară pe teritoriul Ucrainei. Cogâlnicul izvorăște din pădurea Codri din raionul Nisporeni, curge prin Câmpia Mării Negre și se varsă în Limanul Sasic de pe malul Mării Negre. În anii secetoși, ca urmare a precipitațiilor scăzute, râul începe să sece. Apele râului Cogâlnic sunt folosite în irigații. 
Principalii afluenți sunt pe partea stângă și anume: Schinoasa (cu vărsarea în apropiere de satul Leipțig), Ceaga (cu vărsarea în dreptul orașului Arciz), Gealar (cu vărsarea în apropiere de satul Gnadental) și Cilighider (cu vărsarea în apropiere de satul Satu-Nou).
Râul Cogâlnic traversează mai multe localități, pe malurile sale aflându-se orașele Hîncești, Cimișlia și Basarabeasca din Republica Moldova și orașele Arciz și Tatarbunar din Regiunea Odesa a Ucrainei.

## Istoric și toponimie
Originea denumirii râului este tratată în mod diferit. În conformitate o versiune, denumirea provine de la cuvântul turcesc "kaganstvo, iar după o altă variantă - de la turcescul "kegeln" (iarbă). Mai există un rîu Kagulnuk КогальниК care se varsă în marea de Azov. 
În 1678, la izvorul râului Cogâlnic din Codri (la 55 km est de Chișinău), boierul Mihalcea Hâncu a întemeiat la cererea fiicei sale o mănăstire care-i poartă numele.
În lucrarea sa Descriptio Moldaviae (Descrierea Moldovei), scrisă în limba latină în perioada 1714-1716, voievodul cărturar Dimitrie Cantemir descrie astfel acest râu: "Cogâlnicul nu are nici măcar un izvor al lui și nu poate fi socotit râu decât abia după ce cad ploile de toamnă; în timpul verii seacă și arată ca o groapă, din care pricină vitele tătarilor din Bugeac pier foarte adesea de sete." . 
Istoricul și geograful german Johann Thunmann (1746-1778) în lucrarea sa din secolul al XVIII-lea îl descria stfel:
„În lunile calde, există un mare deficit de apă. Chiar și cel mai mare râu din această zonă, Cogâlnicul, seacă atunci, și din cauza lipsei de apă vitele tătarilor din Bugeac mor adesea de sete. Toamna, când începe sezonul ploios, apar brusc nenumărate șuvoaie în toate zonele joase. Toate zonele mlăștinoase sunt acoperite atunci cu bălți. Pentru a depăși penuria de apă din vară, se găsesc fântâni foarte adânci care au fost săpate peste tot. Pentru tătari, ca și în est, săparea de fântâni a devenit un act religios și de onoare.”